# Пластир (медицина)

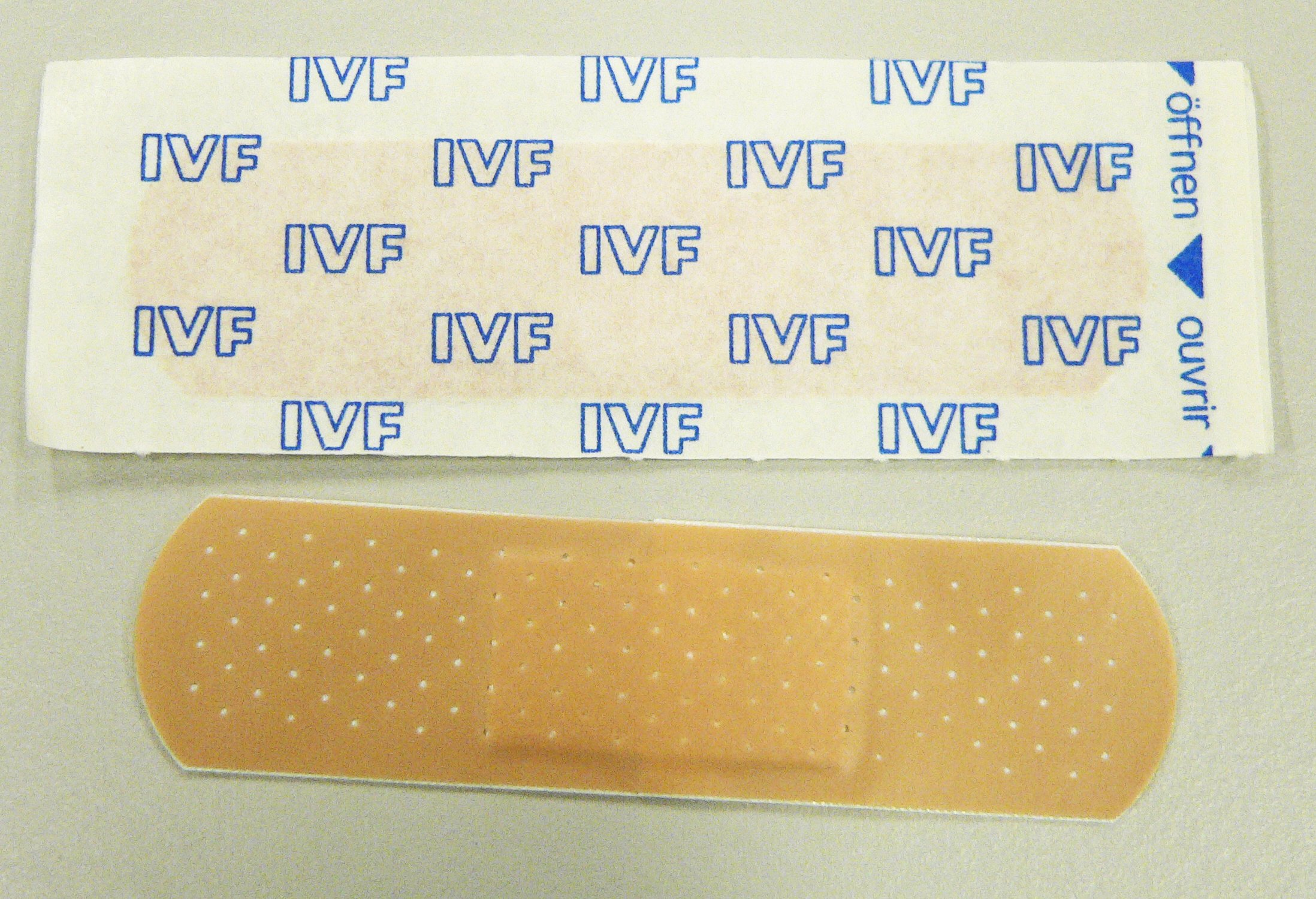
Типовий пластир

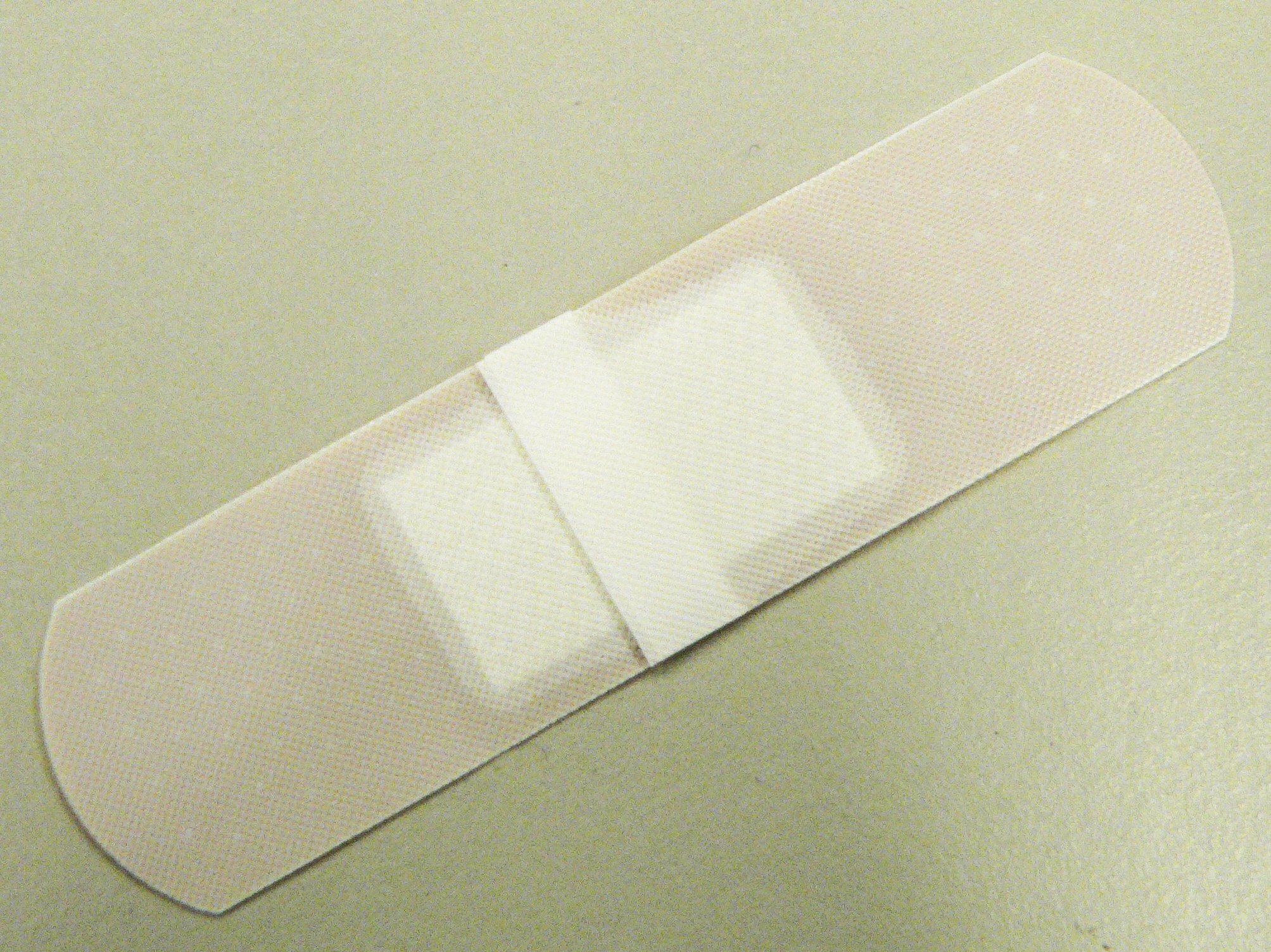
Зворотний пластир

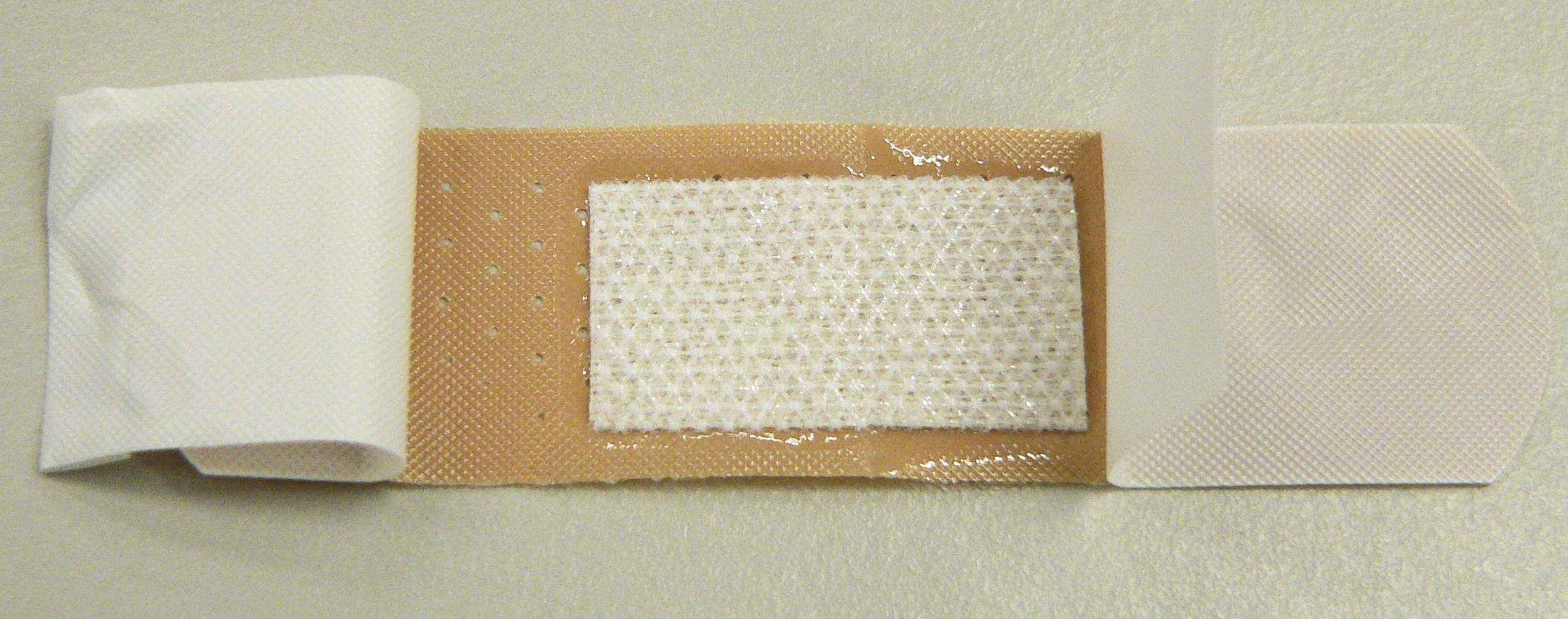
Відкритий пластир, в якому міститься абсорбційний матеріал і клей

Пластир (від давн.в-нім. pflastar < грец. έμπλαστρον — «мазь») — м'яка лікарська форма у вигляді пластичної маси, яка має здатність розм'якшуватися за температури тіла і прилипати до шкіри, або у вигляді маси, нанесеної на носій (тканину).
Лейкопластир (від грец. λευκός — «білий» + пластир) — вид пластиру у вигляді світло-жовтої маси, нанесеної тонким шаром, зазвичай на полотно, що застосовується для закріплення на шкірі невеликих пов'язок. Ймовірно, лейкопластир був придуманий Карлом Паулем Байерсдорфом наприкінці XVIII ст (1882-1890?).

## Види пластирів
Залежно від медичного призначення розрізняють пластирі:
- Епідермальні: мають необхідну липкість і можуть не містити лікарських речовин, застосовуються як перев'язувальний матеріал для зближення країв рани, приховання дефектів шкіри, запобігання її від травматичних факторів зовнішнього середовища, при лікуванні деяких шкірних захворювань;
- Ендерматичні: містять у своєму складі лікарські речовини (кератолітичні, депілювальні тощо.), їх використовують при захворюваннях шкірних покривів;
- Діадермальні: містять лікарські речовини, які проникають через шкіру і впливають на глибоко розміщені тканини або мають загальну (резорбтивну) дію. Різновидом діадермальних пластирів є трансдермальні терапевтичні системи (ТТС).

Відповідно до агрегатного стану пластирі класифікують, як:
- Тверді
- Рідкі

Тверді пластирі розмякають при температурі тіла, і не змінюють свій агрегатний стан при кімнатній температурі.